# 施皮爾貝格山
48°29′33″N 15°52′00″E / 48.49260°N 15.86660°E
施皮爾貝格山（德語：Spielberg），是奧地利的山峰，位於該國東北部，由下奧地利州負責管轄，處於大里登塔爾，海拔高度353米，農業在北坡和東坡上進行。